# Apatlaco (métro de Mexico)
Apatlaco est une station de la ligne 8 du métro de Mexico, située dans la délégation Iztapalapa.

## La station
La station est ouverte en 1994.
Son icône est une maison ou un temple aztèque dans lequel bout de l'eau, puisque le mot nahuatl Apatlaco signifie « lieu de bains médicinaux ».